# Коберн-Таун
Коберн-Таун (англ. Cockburn Town, ранее Гранд-Терк) — столица островов Теркс и Кайкос.

## География
Город расположен на острове Гранд-Терк (архипелаг Теркс и Кайкос).

## История
Город был основан в 1681 году соледобытчиками. С 1766 года является резиденцией правительства. Коберн-Таун был первым населённым пунктом островов с постоянными жителями. Как считается, город расположен на месте, где конкистадор Хуан Понсе де Леон впервые высадился на остров.

## Достопримечательности
С 1990 года на территории бывшей гостиницы на улице Фронт-стрит расположен Национальный музей Теркс и Кайкос (англ. Turks & Caicos National Museum). Гостиница, как полагают, была построена более 180 лет назад. Главным её строительным материалом были обломки кораблей.
В коллекции имеются обломки кораблей, в числе которых имеются обломки кораблекрушения, которое произошло в Южной Америке в 1505 году.
Также памятниками истории лукаянов, островов Теркс и Кайкос являются почтовые марки, экспонаты космической гонки, работорговли, сизалевое волокно, различные виды солей, экспонаты с королевских празднеств, а также связанные с историей острова. Во дворе музея имеется маленький сад.